# Шенклинг, Зигмунд
Зигмунд Шенклинг (нем. Sigmund Schenkling; 1865—1946) — немецкий энтомолог, который изучал жесткокрылых (колеоптеролог).
Специализировался на семействах Cleridae, Erotylidae, Languriidae, Helotidae и Endomychidae. В 1928—1929 годах вместе с Вальтером Рихардом Германом Хорном подготовил «Index Litteratuae Entomologicae», обширную библиографию ранних работ по энтомологии вплоть до 1900 года. Выступил редактором созданного коллективом авторов многотомного труда «Coleopterorum Catalogus».
Коллекция учёного хранится в Немецком энтомологическом институте.